# Ignacio Díaz Morales
Ignacio Díaz Morales (Guadalajara, Jalisco, 16 de noviembre de 1905 -  3 de septiembre de 1992) fue un arquitecto mexicano.

## Biografía
Durante su niñez comenzó a tener la curiosidad e inquietud por modificar y mejorar la ciudad de Guadalajara. En 1924 ingresó a  la Escuela Libre de Ingenieros y obtuvo el título de ingeniero civil y arquitecto en 1928. Durante sus estudios conoció a los que serían sus mayores colaboradores y lo llegarían a influenciar como Luis Barragán Morfín y Rafael Urzúa,   con los que al paso del tiempo trabajaría y crearía la Escuela Tapatía de Arquitectura.   Trabajó en la compañía estadounidense Ferrocarril Sudpacífico, y realizó los proyectos de las estaciones de Nogales y Guaymas.

## Pensamiento
Retoma los elementos de la arquitectura vernácula de occidente como: los patios, jardines y fuentes, buscando crear espacios en el que el hombre pueda encontrase a sí mismo. Su teoría de la arquitectura era buscar la esencia y el quehacer arquitectónico, pensamiento que se vio reflejado durante toda su carrera en cada una de sus obras y fue fomentada en sus estudiantes.  Sus obras muestran el depuramiento de las funciones y formas y la honestidad en su principio plástico.  Su lema era “Concebir primero la cosa poética y alrededor de ella levantar los muros”.

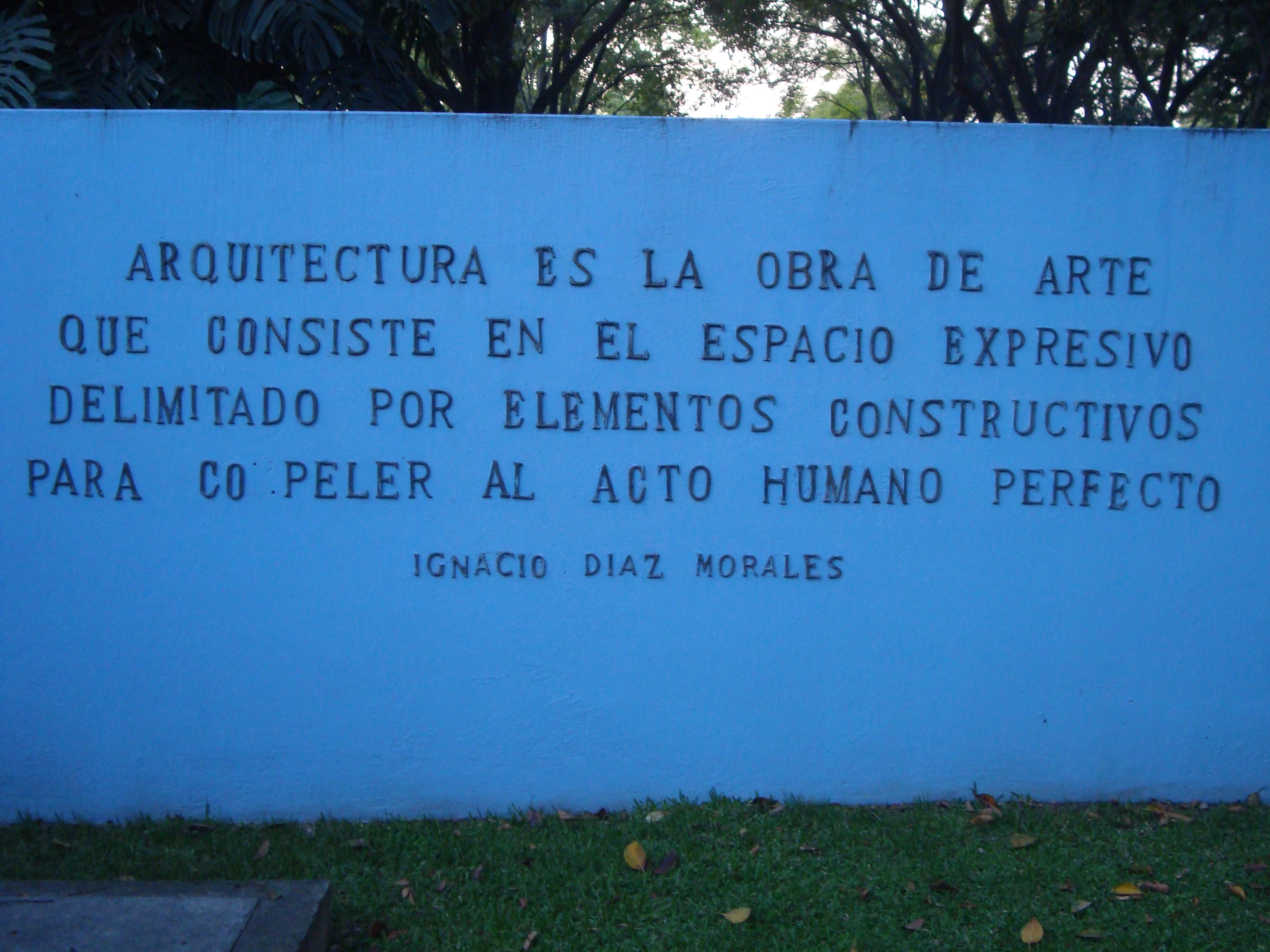
ITESO, Guadalajara

## Obra
Como arquitecto intervino en la conclusión del Templo Expiatorio (proyecto original de Adamo Boari) y su plaza a lado del Ing. Luis Ugarte en 1925, así como la Parroquia de Nuestra Señora de la Paz y el Seminario Conciliar. Desarrolló el proyecto de Cruz de Plazas, el cual consistía en dotar de un patio al Centro Histórico de Guadalajara y tener un espacio en el cual se pudiera fomentar la convivencia y comunicación entre los tapatíos y devolver el sentido a la vida urbana a la ciudad.  En 1947 realizó el proyecto de la Plaza Liberación y Plaza de la Ciudad. De 1952 a 1960 realizó la restauración del Museo Regional y de los Torreones del Palacio de Gobierno en Guadalajara. De 1958 a 1960 construyó la Capilla para las Mercedarias, el Templo del Niño Jesús y el Templo de María Reparadora en Guadalajara; de 1961 a 1965 realizó la restauración de la Parroquia del Señor San José Obrero en Arandas, Jalisco. Fue el responsable de las remodelaciones del Teatro Degollado, el Hospicio Cabañas y la catedral de Tuxtla Gutiérrez.
Colaboró en la creación de la primera escuela de arquitectura en la ciudad de Guadalajara con el apoyo del gobernador de Jalisco, Jesús González Gallo. En 1947 viajó a Europa para ver los distintos planes de estudio y escuelas de arquitectura que se encontraban. El 6 de enero de 1949 se iniciaron las clases con profesores de Guadalajara, al paso del tiempo se buscó arquitectos de la ciudad de México, pero éstos no mostraron interés y se buscaron profesores europeos. En 1950 Díaz Morales realiza un nuevo viaje a Europa con el fin de encontrar a  los profesores adecuados para la institución. Algunos de los profesores contratados fueron: de la Universidad de Stuttgart vino el arquitecto Horst Hartung, maestro de historia de la arquitectura; de Florencia invitó a Bruno Cadore, quien impartía el taller de composición, y a Carlo Kovacevich, quien impartía Historia del Arte; de Milán invitó a Silvio Alberti (trabajaba en el laboratorio de Nervi); de la Technische Hochschulle de Viena vino Eric Coufal, maestro de modelado y dibujo, y de Madrid se invitó a un matemático, Manuel Herrero Morales. También se invitó a un escultor mexicano de origen alemán; Mathias Goeritz.
Díaz Morales fue el primer director y profesor durante 15 años en la Escuela de Arquitectura de la Universidad de Guadalajara.
En 1972 fue invitado por el arquitecto Salvador de Alba Martín a impartir clases en el Instituto Tecnológico y de Estudios Superiores de Occidente desde 1973 hasta 1992. Fue amigo de Luis Barragán Morfín, José Amezcua Rivas y Rafael Urzúa. Definió la Arquitectura como la obra de arte que consiste en el espacio expresivo delimitado por elementos constructivos para compeler al acto humano perfecto.
También fueron fundadas por él, la Sociedad de Ingenieros y Arquitectos, Arquitectura A.C., conocida como Arquitac y Arquitectura Sacra, instituciones que han dejado una marcada huella en el medio de los arquitectos de Jalisco.
Murió el 3 de septiembre de 1992, y sus restos fueron depositados en la cripta del Templo Expiatorio de Guadalajara, en diciembre se realizó un acto de homenaje en su memoria en el Teatro Degollado. El 17 de julio de 1993 a la plaza del Expiatorio se le asignó su nombre en su honor.  En noviembre de 1993, se instituyó el Premio Nacional de Arquitectura Ignacio Díaz Morales, el cual convoca la Universidad Popular Autónoma del Estado de Puebla.

## Premios y distinciones
- Palmas Académicas de la Legión de Honor de Francia en 1951.
- Caballero de la V Orden Ecuestre del Santo Sepulcro de Jerusalén.
- Socio Académico Emérito de la Academia Nacional de Arquitectura de la Sociedad de Arquitectos Mexicanos en 1979.
- Miembro Honorario por el Colegio de Arquitectos de Jalisco en 1984.
- Premio Arquitectura por el Colegio de Arquitectos en 1985, es el Premio Jalisco, lo compartió con Luis Barragán y José Villagrán García.
- Gran Premio de la Academia Nacional de Arquitectura en 1986.
- Honorary Fellow por el American Institute of Architects de Orlando, Florida en 1987.
- Premio Utopía, por la Fundación Utopía de Guadalajara en 1989.
- Premio Nacional de Ciencias y Artes en el área de Bellas Artes en 1989.[16][17]